# Andriasa perpallida
Andriasa perpallida är en fjärilsart som beskrevs av Holland 1893. Andriasa perpallida ingår i släktet Andriasa och familjen svärmare. Inga underarter finns listade i Catalogue of Life.